# نوث سنت پاول (مینه‌سوتا)
نوث سنت پاول، مینه‌سوتا (به انگلیسی: North St. Paul, Minnesota) یک شهر در ایالات متحده آمریکا است که در شهرستان رامسی واقع شده‌است.

## خصوصیات
نوث سنت پاول ۷٫۸۰ کیلومترمربع مساحت و ۱۱٬۴۶۰ نفر جمعیت دارد و ۲۹۷ متر بالاتر از سطح دریا واقع شده‌است.